# Gastronomía de San Cristóbal de Las Casas
La cocina de San Cristóbal de Las Casas es una fusión de ingredientes amerindios y españoles.

## Platillos
Jamones y embutidos: elaborados, en su mayoría con carne de puerco, condimentados con pimienta, tomillo, laurel, arrayán, romero, yerbabuena y anís. El jamón serrano puede solicitarse como "jamón planchado" mismo que después de un procedimiento se le pone azúcar encima, se plancha quedando un sabor especial.
As chiapaneco: carne de puerco, sazonado con el llamado recadito, mezcla de chiles secos y especias. 
Chiles rellenos: chile de tipo poblano, relleno con carne de cerdo y verdura, capeado, frito en aceite acompañado de un caldillo espeso de jitomate. 
Cocido: caldo de carne de puerco, res y verdura. 
Sopa de Pan: receta de condimentación secreta. 
Lomo relleno: lomo de cerdo, relleno con carne molida, almendras, pasas y verduras. 
Chanfaina: menudencias de cerdo con recado. 
Estofado de carnero: Carnero preparado con especias, pan francés, vino dulce y chile en vinagre. 
Lengua en Azafrán: Lengua sazonada con azafrán, verduras, pan dulce y blanco, especias, aceitunas y ciruelas pasas. 
Pavo prensado, se sirve con una salsa a base de chile ancho, acompañado de ensaladas exquisitas. Suele ser el platillo principal en Navidad.
Los Sancristobalences acostumbran a cenar típicos tamales chiapanecos todos los sábados. Especialmente el "tamal de bola" y el "tamal untado o tendido", originarios de San Cristóbal de Las Casas, acompañados de atole agrio (de maíz con colorante rosa). 
Se elaboran también tamales diversos: de verdura con pollo, de momo o mumo (hoja santa), de chipilín, de frijolito, así como de elote, de "manjar", de coco, estos últimos dulces.
Otros platos regionales son las Chalupas preparadas con tostadas coletas fritas con frijoles molidos, verdura y lomo de puerco, queso molido, tomate y cebolla en vinagre o en salsa picante, los panes compuestos y los tacos dorados.

## Bebidas
Las bebidas que se acostumbran a servir en mesas Sancristobalences son: agua de canela (canela, azúcar y colorante rojo), la cervecita dulce, ponche caliente de piña con cubitos de marquezote (pan de harina y huevo), atole agrio (de maíz) acompañado de tamales (-tendido o untado-) hecho en hoja de plátano y de bola hecho con "doblador" (hoja de maíz), chocolate de bolita y la relajante mistelita (mistela basada en diferentes frutas curtidas en licor).
La tradición culinaria se presenta durante todo el año, pero habrá platillos y dulces que se preparan en ocasiones muy especiales.

## Dulces
Existe una gran variedad de dulces tradicionales.  Dentro de ellos están los "dulces de yema" con formas de animales, flores y frutos; gaznates, tártaras de turrón y de yema (envinada), cocadas, nuégados, chimbos, higo, copepé, mazapán, de leche, empanizados de cacahuate, confite, anisillo, dulce de ante, melchocha, trompadas, de miel virgen, acitrón (calabaza), camote, las cajetas, los duraznos pasa, etc.  También variedad de pastelitos muchos rellenos de frutas de la región.   
Para el día de Corpus Christi se elaboran especialmente "Dulces de azúcar": botellitas de jerez, ramilletes de flores, animalitos de madeja de azúcar, limones rellenos de camote y coco, sin faltar las "mulitas" hechas de hoja de maíz cargadas de dulces.
En época Navideña son típicas las hojuelas tendidas, elaboradas de harina, huevos enteros más yemas, manteca, azúcar, sal y jugo de naranja, adornadas con azúcar y canela; y las hojuelas de Rosa también con azúcar y canela encima.